# Каменская городская община (Днепропетровская область)
Каменская городская община (укр. Кам'янська міська громада) — территориальная община в Каменском районе Днепропетровской области Украины.
Административный центр — город Каменское.
Население составляет 243830 человек. Площадь — 133,9 км².
В соответствии с распоряжением Кабинета Министров Украины от 12 июня 2020 года, в состав общины вошла территория подчинённая Каменскому городскому совету города областного значения Каменское

## Населённые пункты
В состав общины входят 1 город и 2 посёлка:
- Город Каменское
- Карнауховский старостинский округ:
  - Посёлок Карнауховка
  - Посёлок Светлое